# NASCAR Cup Series 2008
Navigation
2007 2009
Le NASCAR Cup Series 2008 est la 60e édition du championnat organisée par la NASCAR aux États-Unis et la 37e de l'ère moderne.
La saison comporte 36 courseset commence le 9 février 2008 par la course exhibition du Budweiser Shootout sur le Daytona International Speedway. Cette course est suivie par le 50e Daytona 500 du 17 février. La saison régulière est suivie par le Chase dont la première course est le Sylvania 300 courue le 14 septembre 2008 sur le New Hampshire Motor Speedway. La finale de la saison, le Ford 400, se dispute le 16 novembre 2008 sur le Homestead-Miami Speedway.
À la suite de la fusion entre les sociétés Sprint Corporation et Nextel Communications (en), la première division de la NASCAR a été renommée NASCAR Sprint Cup Series avant le début de la saison 2008. Celle-ci se caractérise par l'utilisation de la Car of Tomorrow (en) lors de toutes les courses contrairement à la saison précédente où elle n'avait été utilisée que pour quelques courses. La Coors Light remplace également Budweiser en tant que bière officielle de la NASCAR Cup Series, devenant de facto le nouveau sponsor du trophée Pole Award décerné au vainqueur de la pole position lors de chaque course de la saison. Cependant, Budweiser reste toujours le sponsor officiel de la course d'exhibition Bud Shootout se déroulant à Daytona en février.
Jimmie Johnson de l'écurie Hendrick Motorsports est couronné champion à la fin de la saison, faisant de lui le deuxième pilote de la NASCAR Cup Series à remporter trois championnats consécutifs, le premier étant Cale Yarborough. Le championnat des constructeurs est remporté par Chevrolet.

## Le podium de la saison 2008

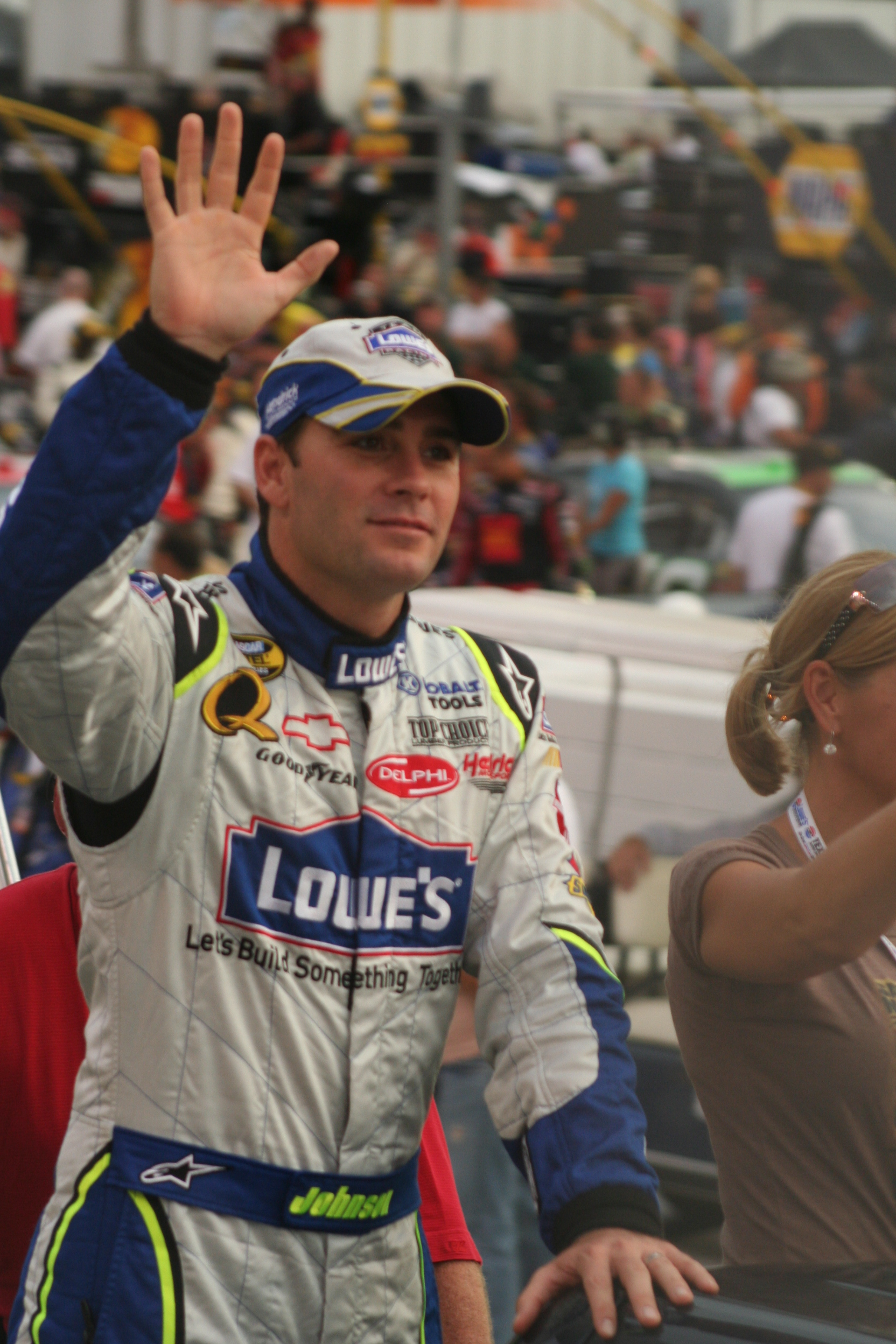
Jimmie Johnson, champion 2008 (3e de ses cinq titres consécutifs)
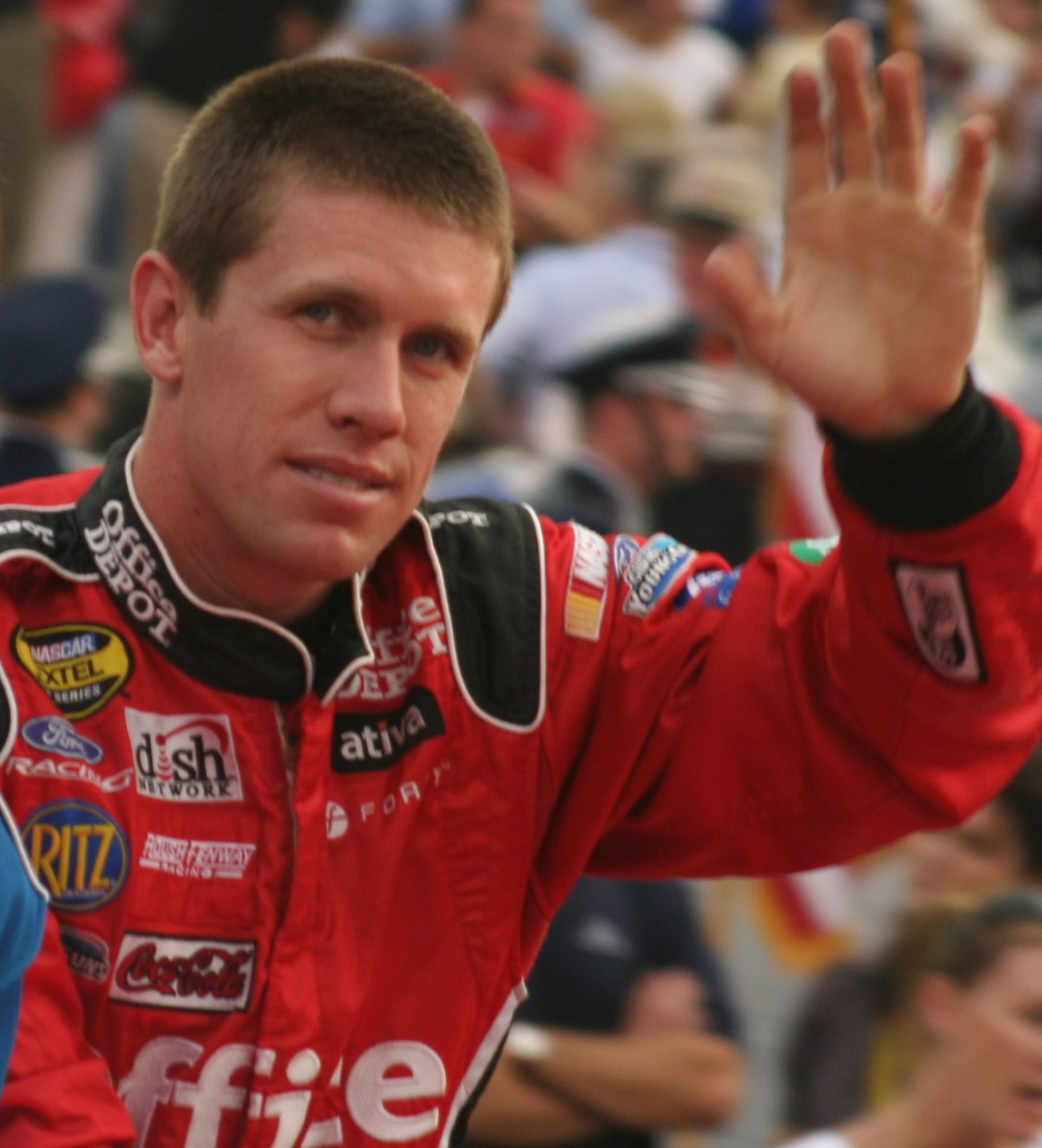
Carl Edwards, 2e à 69 points
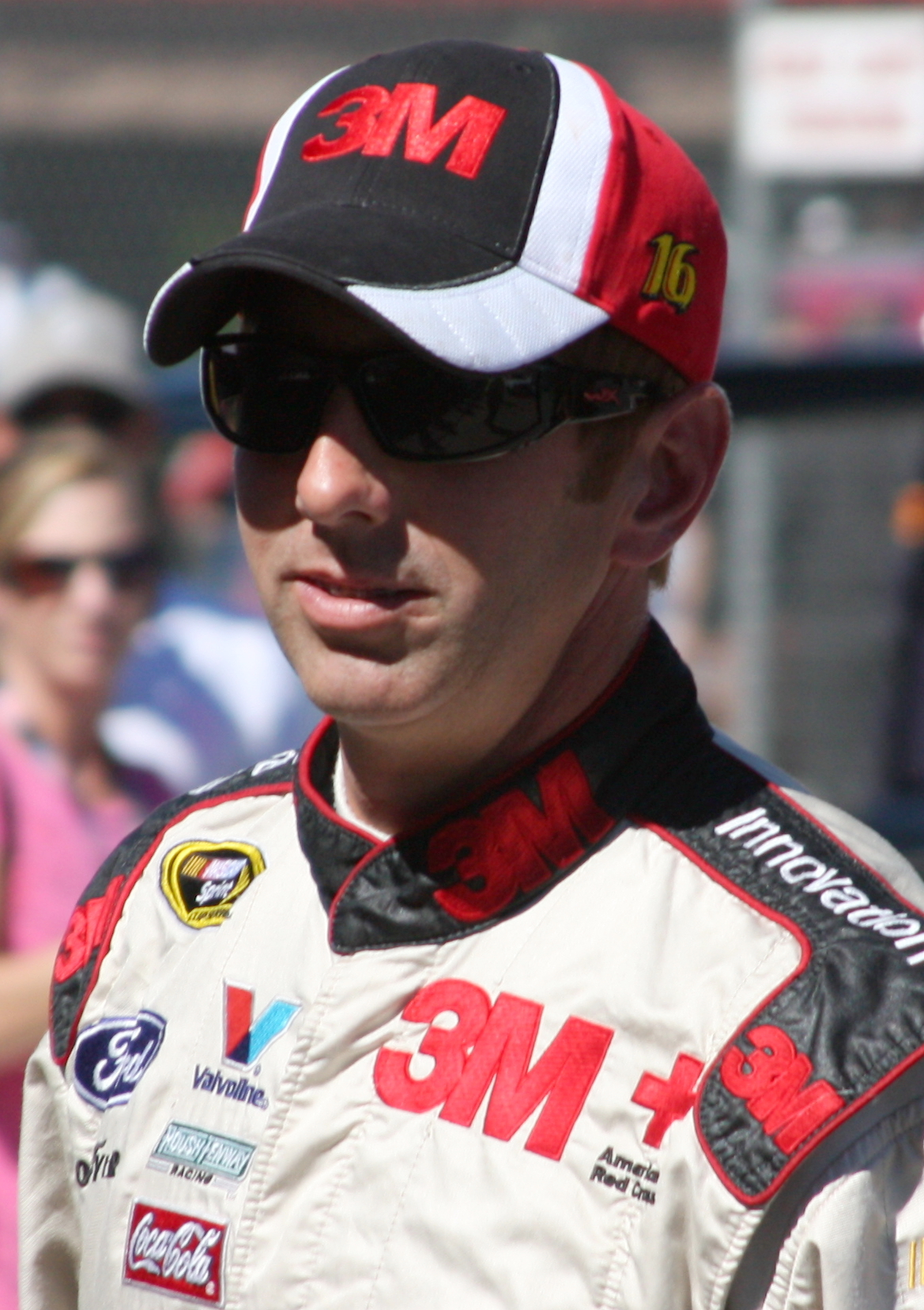
Greg Biffle, 3e à 317 points

## Les équipes et leurs pilotes

### Programme complet
| Manufacturiers | Écuries                                | N°   | Pilotes                   | Chefs d'écurie                                 |
| -------------- | -------------------------------------- | ---- | ------------------------- | ---------------------------------------------- |
| Chevrolet      | Dale Earnhardt, Inc.                   | 01   | Regan Smith (R) 34        | Dan Stillman                                   |
| Chevrolet      | Dale Earnhardt, Inc.                   | 01   | Ron Fellows 2             | Dan Stillman                                   |
| Chevrolet      | Dale Earnhardt, Inc.                   | 1    | Martin Truex Jr.          | Kevin Manion                                   |
| Chevrolet      | Dale Earnhardt, Inc.                   | 8    | Mark Martin 24            | Tony Gibson                                    |
| Chevrolet      | Dale Earnhardt, Inc.                   | 8    | Aric Almirola 12          | Tony Gibson                                    |
| Chevrolet      | Dale Earnhardt, Inc.                   | 15   | Paul Menard               | Doug Randolph                                  |
| Chevrolet      | Haas CNC Racing                        | 66   | Scott Riggs 35            | Bootie Barker                                  |
| Chevrolet      | Haas CNC Racing                        | 66   | Max Papis 1               | Bootie Barker                                  |
| Chevrolet      | Haas CNC Racing                        | 70   | Jeremy Mayfield 7         | Dave Skog 12 Steve Genenbacher 8               |
| Chevrolet      | Haas CNC Racing                        | 70   | Johnny Sauter 9           | Dave Skog 12 Steve Genenbacher 8               |
| Chevrolet      | Haas CNC Racing                        | 70   | Ken Schrader 1            | Dave Skog 12 Steve Genenbacher 8               |
| Chevrolet      | Haas CNC Racing                        | 70   | Jason Leffler 5           | Dave Skog 12 Steve Genenbacher 8               |
| Chevrolet      | Haas CNC Racing                        | 70   | Scott Riggs 1             | Dave Skog 12 Steve Genenbacher 8               |
| Chevrolet      | Haas CNC Racing                        | 70   | Tony Raines 12            | Dave Skog 12 Steve Genenbacher 8               |
| Chevrolet      | Haas CNC Racing                        | 70   | Max Papis 1               | Dave Skog 12 Steve Genenbacher 8               |
| Chevrolet      | Richard Childress Racing               | 07   | Clint Bowyer              | Gil Martin                                     |
| Chevrolet      | Richard Childress Racing               | 29   | Kevin Harvick             | Todd Berrier                                   |
| Chevrolet      | Richard Childress Racing               | 31   | Jeff Burton               | Scott Miller                                   |
| Chevrolet      | Hendrick Motorsports                   | 5    | Casey Mears               | Alan Gustafson                                 |
| Chevrolet      | Hendrick Motorsports                   | 24   | Jeff Gordon               | Steve Letarte                                  |
| Chevrolet      | Hendrick Motorsports                   | 48   | Jimmie Johnson            | Chad Knaus                                     |
| Chevrolet      | Hendrick Motorsports                   | 88   | Dale Earnhardt Jr.        | Tony Eury Jr.                                  |
| Chevrolet      | Furniture Row Racing                   | 78   | Joe Nemechek              | Jay Guy                                        |
| Dodge          | Chip Ganassi Racing with Felix Sabates | 41   | Reed Sorenson 35          | Jimmy Elledge 8 Donnie Wingo 28                |
| Dodge          | Chip Ganassi Racing with Felix Sabates | 41   | Scott Pruett 1            | Jimmy Elledge 8 Donnie Wingo 28                |
| Dodge          | Chip Ganassi Racing with Felix Sabates | 42   | Juan Pablo Montoya        | Donnie Wingo 8 Jimmy Elledge 8 Brian Pattie 20 |
| Dodge          | Gillett Evernham Motorsports           | 9    | Kasey Kahne               | Kenny Francis                                  |
| Dodge          | Gillett Evernham Motorsports           | 10   | Patrick Carpentier (R) 29 | Mike Shiplett                                  |
| Dodge          | Gillett Evernham Motorsports           | 10   | Terry Labonte 1           | Mike Shiplett                                  |
| Dodge          | Gillett Evernham Motorsports           | 10   | Mike Wallace 1            | Mike Shiplett                                  |
| Dodge          | Gillett Evernham Motorsports           | 10   | A. J. Allmendinger 5      | Mike Shiplett                                  |
| Dodge          | Gillett Evernham Motorsports           | 19   | Elliott Sadler            | Rodney Childers 35 Kevin Kidd 1                |
| Dodge          | Penske Racing South                    | 2    | Kurt Busch                | Pat Tryson                                     |
| Dodge          | Penske Racing South                    | 12   | Ryan Newman               | Roy McCauley                                   |
| Dodge          | Penske Racing South                    | 77   | Sam Hornish Jr. (R)       | Chris Carrier 24 Travis Geisler 12             |
| Dodge          | Petty Enterprises                      | 43   | Bobby Labonte             | Jeff Meendering                                |
| Dodge          | Petty Enterprises                      | 45   | Kyle Petty 17             | Billy Wilburn 5 Stewart Cooper 31              |
| Dodge          | Petty Enterprises                      | 45   | Chad McCumbee 9           | Billy Wilburn 5 Stewart Cooper 31              |
| Dodge          | Petty Enterprises                      | 45   | Terry Labonte 9           | Billy Wilburn 5 Stewart Cooper 31              |
| Dodge          | Petty Enterprises                      | 45   | Boris Said 1              | Billy Wilburn 5 Stewart Cooper 31              |
| Dodge          | Robby Gordon Motorsports               | 7    | Robby Gordon              | Frank Kerr 10 Walter Giles 16 Kirk Almquist 10 |
| Ford           | Roush Fenway Racing                    | 6    | David Ragan               | Jimmy Fennig                                   |
| Ford           | Roush Fenway Racing                    | 16   | Greg Biffle               | Greg Erwin                                     |
| Ford           | Roush Fenway Racing                    | 17   | Matt Kenseth              | Chip Bolin                                     |
| Ford           | Roush Fenway Racing                    | 26   | Jamie McMurray            | Larry Carter                                   |
| Ford           | Roush Fenway Racing                    | 99   | Carl Edwards              | Bob Osborne                                    |
| Ford           | Wood Brothers Racing                   | 21   | Bill Elliott 23           | Gene Nead 6 Mike Smith 16 David Hyder 14       |
| Ford           | Wood Brothers Racing                   | 21   | Johnny Sauter 1           | Gene Nead 6 Mike Smith 16 David Hyder 14       |
| Ford           | Wood Brothers Racing                   | 21   | Jeff Green 1              | Gene Nead 6 Mike Smith 16 David Hyder 14       |
| Ford           | Wood Brothers Racing                   | 21   | Jon Wood 5                | Gene Nead 6 Mike Smith 16 David Hyder 14       |
| Ford           | Wood Brothers Racing                   | 21   | Marcos Ambrose 6          | Gene Nead 6 Mike Smith 16 David Hyder 14       |
| Ford           | Yates Racing                           | 28   | Travis Kvapil             | Todd Parrott                                   |
| Ford           | Yates Racing                           | 38   | David Gilliland           | Cully Barraclough                              |
| Toyota         | Bill Davis Racing                      | 22   | Dave Blaney               | Tommy Baldwin Jr.                              |
| Toyota         | Hall of Fame Racing                    | 96   | J. J. Yeley 21            | Brandon Thomas 5 Steve Boyer 31                |
| Toyota         | Hall of Fame Racing                    | 96   | P. J. Jones 1             | Brandon Thomas 5 Steve Boyer 31                |
| Toyota         | Hall of Fame Racing                    | 96   | Brad Coleman 1            | Brandon Thomas 5 Steve Boyer 31                |
| Toyota         | Hall of Fame Racing                    | 96   | Ken Schrader 11           | Brandon Thomas 5 Steve Boyer 31                |
| Toyota         | Hall of Fame Racing                    | 96   | Joey Logano 2             | Brandon Thomas 5 Steve Boyer 31                |
| Toyota         | Joe Gibbs Racing                       | 11   | Denny Hamlin              | Mike Ford                                      |
| Toyota         | Joe Gibbs Racing                       | 18   | Kyle Busch                | Steve Addington                                |
| Toyota         | Joe Gibbs Racing                       | 20   | Tony Stewart              | Greg Zipadelli                                 |
| Toyota         | Michael Waltrip Racing                 | 00 1 | David Reutimann 5         | Ryan Pemberton                                 |
| Toyota         | Michael Waltrip Racing                 | 00 1 | Michael McDowell (R) 21   | Bill Pappas 15 Peter Sospenzo 12               |
| Toyota         | Michael Waltrip Racing                 | 00 1 | Mike Skinner 3            | Bill Pappas 15 Peter Sospenzo 12               |
| Toyota         | Michael Waltrip Racing                 | 00 1 | Kenny Wallace 1           | Bill Pappas 15 Peter Sospenzo 12               |
| Toyota         | Michael Waltrip Racing                 | 00 1 | A. J. Allmendinger 1      | Bill Pappas 15 Peter Sospenzo 12               |
| Toyota         | Michael Waltrip Racing                 | 00 1 | Mike Bliss 1              | Bill Pappas 15 Peter Sospenzo 12               |
| Toyota         | Michael Waltrip Racing                 | 00 1 | Marcos Ambrose 4          | Frank Kerr                                     |
| Toyota         | Michael Waltrip Racing                 | 44   | Dale Jarrett 5            | Bill Pappas                                    |
| Toyota         | Michael Waltrip Racing                 | 44   | David Reutimann 31        | Ryan Pemberton                                 |
| Toyota         | Michael Waltrip Racing                 | 55   | Michael Waltrip           | Paul Andrews 6 Bobby Kennedy 30                |
| Toyota         | Team Red Bull                          | 83   | Brian Vickers 35          | Kevin Hamlin 33 Randy Cox 2                    |
| Toyota         | Team Red Bull                          | 83   | Scott Speed 1             | Jimmy Elledge                                  |
| Toyota         | Team Red Bull                          | 84   | A. J. Allmendinger 24     | Ricky Viers 19 Jimmy Elledge 16                |
| Toyota         | Team Red Bull                          | 84   | Mike Skinner 7            | Ricky Viers 19 Jimmy Elledge 16                |
| Toyota         | Team Red Bull                          | 84   | Scott Speed 4             | Ricky Viers 19 Jimmy Elledge 16                |
| Toyota         | Team Red Bull                          | 84   | Brian Vickers 1           | Randy Cox                                      |

### Programme partiel
| Manufacturiers | Écuries                                | N° | Pilotes                | Chefs d'écurie          | Courses |
| -------------- | -------------------------------------- | -- | ---------------------- | ----------------------- | ------- |
| Chevrolet      | Front Row Motorsports                  | 37 | Eric McClure           | Cal Boprey              | 1       |
| Chevrolet      | SKI Motorsports                        | 50 | Stanton Barrett        | Ricky Pearson           | 4       |
| Chevrolet      | Richard Childress Racing               | 33 | Scott Wimmer           | Shane Wilson            | 1       |
| Chevrolet      | Richard Childress Racing               | 33 | Ken Schrader           | Shane Wilson            | 1       |
| Chevrolet      | Richard Childress Racing               | 33 | Mike Wallace           | Shane Wilson            | 1       |
| Chevrolet      | Phoenix Racing                         | 09 | Sterling Marlin        | Marc Reno               | 12      |
| Chevrolet      | Hendrick Motorsports                   | 25 | Brad Keselowski        | Lance McGrew            | 3       |
| Chevrolet      | Furniture Row Racing                   | 87 | Kenny Wallace          | Ed Nathman              | 1       |
| Dodge          | Brandon Ash Racing                     | 02 | Brandon Ash            | Kenneth Wood            | 1       |
| Dodge          | Carl Long Racing                       | 46 | Carl Long              | Charles Swing           | 1       |
| Dodge          | Chip Ganassi Racing with Felix Sabates | 40 | Dario Franchitti (R)   | Steve Lane              | 13      |
| Dodge          | Chip Ganassi Racing with Felix Sabates | 40 | David Stremme          | Steve Lane              | 1       |
| Dodge          | Chip Ganassi Racing with Felix Sabates | 40 | Ken Schrader           | Steve Lane              | 1       |
| Dodge          | Chip Ganassi Racing with Felix Sabates | 40 | Sterling Marlin        | Steve Lane              | 2       |
| Dodge          | Chip Ganassi Racing with Felix Sabates | 40 | Jeremy Mayfield        | Steve Lane              | 1       |
| Dodge          | Chip Ganassi Racing with Felix Sabates | 40 | Bryan Clauson          | Steve Lane              | 3       |
| Dodge          | Derrike Cope, Inc.                     | 75 | Derrike Cope           | Dom Turse               | 2       |
| Dodge          | E&M Motorsports                        | 08 | Carl Long              | Tony Furr Charles Swing | 1       |
| Dodge          | E&M Motorsports                        | 08 | Burney Lamar           | Tony Furr Charles Swing | 3       |
| Dodge          | E&M Motorsports                        | 08 | Tony Raines            | Tony Furr Charles Swing | 2       |
| Dodge          | E&M Motorsports                        | 08 | Johnny Sauter          | Tony Furr Charles Swing | 8       |
| Ford           | No Fear Racing                         | 60 | Boris Said             | Frank Stoddard          | 4       |
| Ford           | JTG Racing                             | 47 | Marcos Ambrose         | Frank Kerr              | 2       |
| Toyota         | Team Red Bull                          | 82 | Scott Speed            | Slugger Labbe           | 1       |
| Toyota         | Joe Gibbs Racing                       | 02 | Joey Logano            | Wally Brown             | 3       |
| Toyota         | Germain Racing                         | 13 | Max Papis              | Randy Goss              | 2       |
| Toyota         | Bill Davis Racing                      | 27 | Jacques Villeneuve (R) | Slugger Labbe           | 1       |
| Toyota         | Bill Davis Racing                      | 27 | Mike Skinner           | Slugger Labbe           | 2       |
| Toyota         | Bill Davis Racing                      | 27 | Johnny Benson          | Slugger Labbe           | 1       |
| Dodge Toyota   | BAM Racing                             | 49 | Ken Schrader           | David Hyder             | 6       |
| Chevrolet Ford | Front Row Motorsports                  | 34 | John Andretti          | Scott Eggleston         | 10      |
| Chevrolet Ford | Front Row Motorsports                  | 34 | Jeff Green             | Scott Eggleston         | 3       |
| Chevrolet Ford | Front Row Motorsports                  | 34 | Tony Raines            | Scott Eggleston         | 7       |
| Chevrolet Ford | Front Row Motorsports                  | 34 | Chad Chaffin           | Scott Eggleston         | 2       |
| Chevrolet Ford | Front Row Motorsports                  | 34 | Brian Simo             | Scott Eggleston         | 2       |

## Calendrier 2008
| N°                            | Nom de la course                                        | Circuit, lieu                                          | Date          |
| ----------------------------- | ------------------------------------------------------- | ------------------------------------------------------ | ------------- |
| HC                            | Budweiser Shootout                                      | Daytona International Speedway, Daytona Beach, Floride | 9 février     |
|                               | Gatorade Duels                                          | Daytona International Speedway, Daytona Beach, Floride | 14 février    |
| 1                             | Daytona 500                                             | Daytona International Speedway, Daytona Beach, Floride | 17 février    |
| 2                             | Auto Club 500                                           | Auto Club Speedway, Fontana, Californie                | 24/25 février |
| 3                             | UAW-Dodge 400                                           | Las Vegas Motor Speedway, Las Vegas Valley, Nevada     | 2 mars        |
| 4                             | Kobalt Tools 500                                        | Atlanta Motor Speedway, Hampton, Géorgie               | 9 mars        |
| 5                             | Food City 500                                           | Bristol Motor Speedway, Bristol, Tennessee             | 16 mars       |
| 6                             | Goody's Cool Orange 500                                 | Martinsville Speedway, Ridgeway, Virginie              | 30 mars       |
| 7                             | Samsung 500                                             | Texas Motor Speedway, Fort Worth, Texas                | 6 avril       |
| 8                             | Subway Fresh Fit 500                                    | Phoenix International Raceway, Phoenix, Arizona        | 12 avril      |
| 9                             | Aaron's 499                                             | Talladega Superspeedway, Talladega, Alabama            | 27 avril      |
| 10                            | Crown Royal presents the Dan Lowry 400                  | Richmond International Raceway, Richmond, Virginie     | 3 mai         |
| 11                            | Dodge Challenger 500                                    | Darlington Raceway, Darlington, Caroline du Sud        | 10 mai        |
|                               | Sprint Showdown                                         | Lowe's Motor Speedway, Concord, Caroline du Nord       | 17 mai        |
|                               | Sprint All-Star Challenge                               | Lowe's Motor Speedway, Concord, Caroline du Nord       | 17 mai        |
| 12                            | Coca-Cola 600                                           | Lowe's Motor Speedway, Concord, Caroline du Nord       | 25 mai        |
| 13                            | Best Buy 400 benefiting Student Clubs for Autism Speaks | Dover International Speedway, Dover, Delaware          | 1er juin      |
| 14                            | Pocono 500                                              | Pocono Raceway, Long Pond, Pennsylvanie                | 8 juin        |
| 15                            | LifeLock 400                                            | Michigan International Speedway, Brooklyn, Michigan    | 15 juin       |
| 16                            | Toyota/Save Mart 350                                    | Infineon Raceway, Sonoma, Californie                   | 22 juin       |
| 17                            | Lenox Industrial Tools 301                              | New Hampshire Motor Speedway, Loudon, New Hampshire    | 29 juin       |
| 18                            | Coke Zero 400 powered by Coca-Cola                      | Daytona International Speedway, Daytona Beach, Floride | 5 juillet     |
| 19                            | LifeLock.com 400                                        | Chicagoland Speedway, Joliet, Illinois                 | 12 juillet    |
| 20                            | Allstate 400 at the Brickyard                           | Indianapolis Motor Speedway, Speedway, Indiana         | 27 juillet    |
| 21                            | Sunoco Red Cross Pennsylvania 500                       | Pocono Raceway, Long Pond, Pennsylvanie                | 3 août        |
| 22                            | Centurion Boats at The Glen                             | Watkins Glen International, Watkins Glen, New York     | 10 août       |
| 23                            | 3M Performance 400 presented by Bondo                   | Michigan International Speedway, Brooklyn, Michigan    | 17 août       |
| 24                            | Sharpie 500                                             | Bristol Motor Speedway, Bristol, Tennessee             | 23 août       |
| 25                            | Pepsi 500                                               | Auto Club Speedway, Fontana, Californie                | 31 août       |
| 26                            | Chevy Rock & Roll 400                                   | Richmond International Raceway, Richmond, Virginie     | 7 septembre   |
| The Chase pour le championnat |                                                         |                                                        |               |
| 27                            | Sylvania 300                                            | New Hampshire Motor Speedway, Loudon, New Hampshire    | 14 septemre   |
| 28                            | Camping World RV 400 presented by AAA                   | Dover International Speedway, Dover Delaware           | 21 septembre  |
| 29                            | Camping World RV 400 presented by Coleman               | Kansas Speedway, Kansas City, Kansas                   | 28 septembre  |
| 30                            | AMP Energy 500                                          | Talladega Superspeedway, Talladega, Alabama            | 5 octobre     |
| 31                            | Bank of America 500                                     | Lowe's Motor Speedway, Concord, Caroline du Nord       | 11 octobre    |
| 32                            | Tums QuikPak 500                                        | Martinsville Speedway, Ridgeway, Virginie              | 19 octobre    |
| 33                            | Pep Boys Auto 500                                       | Atlanta Motor Speedway, Hampton, Géorgie               | 26 octobre    |
| 34                            | Dickies 500                                             | Texas Motor Speedway, Fort Worth, Texas                | 2 novembre    |
| 35                            | Checker O'Reilly Auto Parts 500 presented by Pennzoil   | Phoenix International Raceway, Phoenix, Arizona        | 9 novembre    |
| 36                            | Ford 400                                                | Homestead-Miami Speedway, Homestead, Floride           | 16 novembre   |

## Résultats de la saison 2008
| N°                            | Nom de la course                                        | Pole position      | + tours en tête                 | Premier            | Marque    |
| ----------------------------- | ------------------------------------------------------- | ------------------ | ------------------------------- | ------------------ | --------- |
| HC                            | Budweiser Shootout                                      | Kurt Busch         | Dale Earnhardt Jr.              | Dale Earnhardt Jr. | Chevrolet |
| HC                            | Gatorade Duel 1                                         | Jimmie Johnson     | Dale Earnhardt Jr.              | Dale Earnhardt Jr. | Chevrolet |
| HC                            | Gatorade Duel 2                                         | Michael Waltrip    | Michael Waltrip                 | Denny Hamlin       | Toyota    |
| 1                             | Daytona 500                                             | Jimmie Johnson     | Kyle Busch                      | Ryan Newman        | Dodge     |
| 2                             | Auto Club 500                                           | Jimmie Johnson     | Jimmie Johnson                  | Carl Edwards       |           |
| 3                             | UAW-Dodge 400                                           | Kyle Busch         | Carl Edwards                    | Carl Edwards       | Ford      |
| 4                             | Kobalt Tools 500                                        | Jeff Gordon        | Kyle Busch                      | Kyle Busch         | Toyota    |
| 5                             | Food City 500                                           | Jimmie Johnson     | Tony Stewart                    | Jeff Burton        | Chevrolet |
| 6                             | Goody's Cool Orange 500                                 | Jeff Gordon        | Dale Earnhardt Jr.              | Denny Hamlin       | Toyota    |
| 7                             | Samsung 500                                             | Dale Earnhardt Jr. | Carl Edwards                    | Carl Edwards       | Ford      |
| 8                             | Subway Fresh Fit 500                                    | Ryan Newman        | Jimmie Johnson                  | Jimmie Johnson     | Chevrolet |
| 9                             | Aaron's 499                                             | Joe Nemechek       | Tony Stewart                    | Kyle Busch         | Toyota    |
| 10                            | Crown Royal presents the Dan Lowry 400                  | Denny Hamlin       | Denny Hamlin                    | Clint Bowyer       | Chevrolet |
| 11                            | Dodge Challenger 500                                    | Greg Biffle        | Kyle Busch                      | Kyle Busch         | Toyota    |
| HC                            | Sprint Showdown                                         | Elliott Sadler     | A. J. Allmendinger              | A. J. Allmendinger | Toyota    |
| HC                            | Sprint All-Star Challenge                               | Kyle Busch         | Kyle Busch                      | Kasey Kahne        | Dodge     |
| 12                            | Coca-Cola 600                                           | Kyle Busch         | Dale Earnhardt Jr.              | Kasey Kahne        | Dodge     |
| 13                            | Best Buy 400 benefiting Student Clubs for Autism Speaks | Greg Biffle        | Greg Biffle                     | Kyle Busch         | Toyota    |
| 14                            | Pocono 500                                              | Kasey Kahne        | Kasey Kahne                     | Kasey Kahne        | Dodge     |
| 15                            | LifeLock 400                                            | Kyle Busch         | Jimmie Johnson                  | Dale Earnhardt Jr. | Chevrolet |
| 16                            | Toyota/Save Mart 350                                    | Kasey Kahne        | Kyle Busch                      | Kyle Busch         | Toyota    |
| 17                            | Lenox Industrial Tools 301                              | Patrick Carpentier | Tony Stewart                    | Kurt Busch         | Dodge     |
| 18                            | Coke Zero 400 powered by Coca-Cola                      | Paul Menard        | Dale Earnhardt Jr.              | Kyle Busch         | Toyota    |
| 19                            | LifeLock.com 400                                        | Kyle Busch         | Kyle Busch                      | Kyle Busch         | Toyota    |
| 20                            | Allstate 400 at the Brickyard                           | Jimmie Johnson     | Jimmie Johnson                  | Jimmie Johnson     | Chevrolet |
| 21                            | Sunoco Red Cross Pennsylvania 500                       | Jimmie Johnson     | Mark Martin (pilote automobile) | Carl Edwards       | Ford      |
| 22                            | Centurion Boats at The Glen                             | Kyle Busch         | Kyle Busch                      | Kyle Busch         | Toyota    |
| 23                            | 3M Performance 400 presented by Bondo                   | Brian Vickers      | Carl Edwards                    | Carl Edwards       | Ford      |
| 24                            | Sharpie 500                                             | Carl Edwards       | Kyle Busch                      | Carl Edwards       | Ford      |
| 25                            | Pepsi 500                                               | Jimmie Johnson     | Jimmie Johnson                  | Jimmie Johnson     | Chevrolet |
| 26                            | Chevy Rock & Roll 400                                   | Kyle Busch         | David Reutimann                 | Jimmie Johnson     | Chevrolet |
| The Chase pour le championnat |                                                         |                    |                                 |                    |           |
| 27                            | Sylvania 300                                            | Kyle Busch         | Jimmie Johnson                  | Greg Biffle        | Ford      |
| 28                            | Camping World RV 400 presented by AAA                   | Jeff Gordon        | Matt Kenseth                    | Greg Biffle        | Ford      |
| 29                            | Camping World RV 400 presented by Coleman               | Jimmie Johnson     | Jimmie Johnson                  | Jimmie Johnson     | Chevrolet |
| 30                            | AMP Energy 500                                          | Travis Kvapil      | Tony Stewart                    | Tony Stewart       | Toyota    |
| 31                            | Bank of America 500                                     | Jimmie Johnson     | Jimmie Johnson                  | Jeff Burton        | Chevrolet |
| 32                            | Tums QuikPak 500                                        | Jimmie Johnson     | Jimmie Johnson                  | Jimmie Johnson     | Chevrolet |
| 33                            | Pep Boys Auto 500                                       | Jimmie Johnson     | Matt Kenseth                    | Carl Edwards       | Ford      |
| 34                            | Dickies 500                                             | Jeff Gordon        | Carl Edwards                    | Carl Edwards       | Ford      |
| 35                            | Checker O'Reilly Auto Parts 500 presented by Pennzoil   | Jimmie Johnson     | Jimmie Johnson                  | Jimmie Johnson     | Chevrolet |
| 36                            | Ford 400                                                | David Reutimann    | Carl Edwards                    | Carl Edwards       | Ford      |

## Classements du championnat

### Pilotes
| Couleur | Résultats                           |
| Or      | Vainqueur                           |
| Argent  | Classé entre la 2e et la 5e place   |
| Bronze  | Classé entre la 6e et la 10e place  |
| Vert    | Classé entre la 11e et la 20e place |
| Bleu    | Classé 21e ou pire                  |

| Couleur | Résultats                          |
| Violet  | N'a pas fini (DNF)                 |
| Noir    | A été disqualifié (DSQ)            |
| Rose    | Non qualifié (DNQ)                 |
| Brun    | A abandonné la course (Wth)        |
| Blanc   | Qualifié pour un autre pilote (QL) |

| Couleur | Résultats               |
| Vide    | N'a pas participé (DNP) |
| Vide    | Blessé ou malade (INJ)  |
| Vide    | Exclu (EX)              |
| Vide    | N'est pas arrivé (DNA)  |

 Gras: pole position / * : pilote ayant le plus mené lors de la course.
| Pos. | Pilote                                                        | Points                                                        | DAY                                                           | CAL                                                           | LVS                                                           | ATL                                                           | BRI                                                           | MAR                                                           | TEX                                                           | PHO                                                           | TAL                                                           | RCH                                                           | DAR                                                           | CLT                                                           | DOV                                                           | POC                                                           | MCH                                                           | SON                                                           | NHA                                                           | DAY                                                           | CHI                                                           | IND                                                           | POC                                                           | GLN                                                           | MCH                                                           | BRI                                                           | CAL                                                           | RCH                                                           |                                                               | NHA                                                           | DOV                                                           | KAN                                                           | TAL                                                           | CLT                                                           | MAR                                                           | ATL                                                           | TEX                                                           | PHO                                                           | HOM                                                           |
| Prétendants au titre de champion de la NACSAR Cup Series 2008 | Prétendants au titre de champion de la NACSAR Cup Series 2008 | Prétendants au titre de champion de la NACSAR Cup Series 2008 | Prétendants au titre de champion de la NACSAR Cup Series 2008 | Prétendants au titre de champion de la NACSAR Cup Series 2008 | Prétendants au titre de champion de la NACSAR Cup Series 2008 | Prétendants au titre de champion de la NACSAR Cup Series 2008 | Prétendants au titre de champion de la NACSAR Cup Series 2008 | Prétendants au titre de champion de la NACSAR Cup Series 2008 | Prétendants au titre de champion de la NACSAR Cup Series 2008 | Prétendants au titre de champion de la NACSAR Cup Series 2008 | Prétendants au titre de champion de la NACSAR Cup Series 2008 | Prétendants au titre de champion de la NACSAR Cup Series 2008 | Prétendants au titre de champion de la NACSAR Cup Series 2008 | Prétendants au titre de champion de la NACSAR Cup Series 2008 | Prétendants au titre de champion de la NACSAR Cup Series 2008 | Prétendants au titre de champion de la NACSAR Cup Series 2008 | Prétendants au titre de champion de la NACSAR Cup Series 2008 | Prétendants au titre de champion de la NACSAR Cup Series 2008 | Prétendants au titre de champion de la NACSAR Cup Series 2008 | Prétendants au titre de champion de la NACSAR Cup Series 2008 | Prétendants au titre de champion de la NACSAR Cup Series 2008 | Prétendants au titre de champion de la NACSAR Cup Series 2008 | Prétendants au titre de champion de la NACSAR Cup Series 2008 | Prétendants au titre de champion de la NACSAR Cup Series 2008 | Prétendants au titre de champion de la NACSAR Cup Series 2008 | Prétendants au titre de champion de la NACSAR Cup Series 2008 | Prétendants au titre de champion de la NACSAR Cup Series 2008 | Prétendants au titre de champion de la NACSAR Cup Series 2008 | Prétendants au titre de champion de la NACSAR Cup Series 2008 | Prétendants au titre de champion de la NACSAR Cup Series 2008 | Prétendants au titre de champion de la NACSAR Cup Series 2008 | Prétendants au titre de champion de la NACSAR Cup Series 2008 | Prétendants au titre de champion de la NACSAR Cup Series 2008 | Prétendants au titre de champion de la NACSAR Cup Series 2008 | Prétendants au titre de champion de la NACSAR Cup Series 2008 | Prétendants au titre de champion de la NACSAR Cup Series 2008 | Prétendants au titre de champion de la NACSAR Cup Series 2008 | Prétendants au titre de champion de la NACSAR Cup Series 2008 | Prétendants au titre de champion de la NACSAR Cup Series 2008 |
| --- | ------------------------------------------------------------- | ------------------------------------------------------------- | ------------------------------------------------------------- | ------------------------------------------------------------- | ------------------------------------------------------------- | ------------------------------------------------------------- | ------------------------------------------------------------- | ------------------------------------------------------------- | ------------------------------------------------------------- | ------------------------------------------------------------- | ------------------------------------------------------------- | ------------------------------------------------------------- | ------------------------------------------------------------- | ------------------------------------------------------------- | ------------------------------------------------------------- | ------------------------------------------------------------- | ------------------------------------------------------------- | ------------------------------------------------------------- | ------------------------------------------------------------- | ------------------------------------------------------------- | ------------------------------------------------------------- | ------------------------------------------------------------- | ------------------------------------------------------------- | ------------------------------------------------------------- | ------------------------------------------------------------- | ------------------------------------------------------------- | ------------------------------------------------------------- | ------------------------------------------------------------- | ------------------------------------------------------------- | ------------------------------------------------------------- | ------------------------------------------------------------- | ------------------------------------------------------------- | ------------------------------------------------------------- | ------------------------------------------------------------- | ------------------------------------------------------------- | ------------------------------------------------------------- | ------------------------------------------------------------- | ------------------------------------------------------------- | ------------------------------------------------------------- |
| 1 | Jimmie Johnson                                                | 6684                                                          | 27                                                            | 2*                                                            | 29                                                            | 13                                                            | 18                                                            | 4                                                             | 2                                                             | 1*                                                            | 13                                                            | 30                                                            | 13                                                            | 39                                                            | 7                                                             | 6                                                             | 6*                                                            | 15                                                            | 9                                                             | 23                                                            | 2                                                             | 1*                                                            | 3                                                             | 7                                                             | 17                                                            | 33                                                            | 1*                                                            | 1                                                             |                                                               | 2*                                                            | 5                                                             | 1*                                                            | 9                                                             | 6*                                                            | 1*                                                            | 2                                                             | 15                                                            | 1*                                                            | 15                                                            |
| 2 | Carl Edwards                                                  | 6615                                                          | 19                                                            | 1                                                             | 1*                                                            | 42                                                            | 16                                                            | 9                                                             | 1*                                                            | 4                                                             | 40                                                            | 7                                                             | 2                                                             | 9                                                             | 2                                                             | 9                                                             | 7                                                             | 9                                                             | 17                                                            | 2                                                             | 32                                                            | 2                                                             | 1                                                             | 9                                                             | 1*                                                            | 1                                                             | 6                                                             | 13                                                            | 3                                                             | 3                                                             | 2                                                             | 29                                                            | 33                                                            | 3                                                             | 1                                                             | 1*                                                            | 4                                                             | 1*                                                            |                                                               |
| 3 | Greg Biffle                                                   | 6467                                                          | 10                                                            | 15                                                            | 3                                                             | 4                                                             | 4                                                             | 20                                                            | 39                                                            | 9                                                             | 18                                                            | 14                                                            | 43                                                            | 2                                                             | 3*                                                            | 15                                                            | 20                                                            | 11                                                            | 21                                                            | 43                                                            | 4                                                             | 8                                                             | 13                                                            | 21                                                            | 4                                                             | 11                                                            | 2                                                             | 14                                                            | 1                                                             | 1                                                             | 3                                                             | 24                                                            | 7                                                             | 12                                                            | 10                                                            | 5                                                             | 11                                                            | 18                                                            |                                                               |
| 4 | Kevin Harvick                                                 | 6408                                                          | 14                                                            | 8                                                             | 4                                                             | 7                                                             | 2                                                             | 12                                                            | 11                                                            | 19                                                            | 24                                                            | 8                                                             | 39                                                            | 14                                                            | 38                                                            | 13                                                            | 12                                                            | 30                                                            | 14                                                            | 12                                                            | 3                                                             | 37                                                            | 4                                                             | 6                                                             | 8                                                             | 4                                                             | 4                                                             | 7                                                             | 10                                                            | 6                                                             | 6                                                             | 20                                                            | 13                                                            | 7                                                             | 13                                                            | 7                                                             | 7                                                             | 2                                                             |                                                               |
| 5 | Clint Bowyer                                                  | 6381                                                          | 24                                                            | 19                                                            | 28                                                            | 6                                                             | 3                                                             | 10                                                            | 10                                                            | 2                                                             | 9                                                             | 1                                                             | 15                                                            | 25                                                            | 36                                                            | 39                                                            | 26                                                            | 4                                                             | 22                                                            | 9                                                             | 22                                                            | 19                                                            | 6                                                             | 23                                                            | 20                                                            | 7                                                             | 10                                                            | 12                                                            | 12                                                            | 8                                                             | 12                                                            | 5                                                             | 12                                                            | 9                                                             | 20                                                            | 4                                                             | 12                                                            | 5                                                             |                                                               |
| 6 | Jeff Burton                                                   | 6335                                                          | 13                                                            | 12                                                            | 5                                                             | 10                                                            | 1                                                             | 3                                                             | 6                                                             | 6                                                             | 12                                                            | 11                                                            | 10                                                            | 6                                                             | 8                                                             | 5                                                             | 15                                                            | 13                                                            | 12                                                            | 37                                                            | 19                                                            | 9                                                             | 21                                                            | 17                                                            | 11                                                            | 42                                                            | 17                                                            | 6                                                             | 4                                                             | 9                                                             | 7                                                             | 4                                                             | 1                                                             | 17                                                            | 18                                                            | 13                                                            | 9                                                             | 40                                                            |                                                               |
| 7 | Jeff Gordon                                                   | 6316                                                          | 39                                                            | 3                                                             | 35                                                            | 5                                                             | 11                                                            | 2                                                             | 43                                                            | 13                                                            | 19                                                            | 9                                                             | 3                                                             | 4                                                             | 5                                                             | 14                                                            | 18                                                            | 3                                                             | 11                                                            | 30                                                            | 11                                                            | 5                                                             | 10                                                            | 29                                                            | 42                                                            | 5                                                             | 15                                                            | 8                                                             | 14                                                            | 7                                                             | 4                                                             | 38                                                            | 8                                                             | 4                                                             | 9                                                             | 2                                                             | 41                                                            | 4                                                             |                                                               |
| 8 | Denny Hamlin                                                  | 6214                                                          | 17                                                            | 41                                                            | 9                                                             | 15                                                            | 6                                                             | 1                                                             | 5                                                             | 3                                                             | 3                                                             | 24*                                                           | 7                                                             | 24                                                            | 43                                                            | 3                                                             | 14                                                            | 27                                                            | 8                                                             | 26                                                            | 40                                                            | 3                                                             | 23                                                            | 8                                                             | 39                                                            | 3                                                             | 3                                                             | 3                                                             | 9                                                             | 38                                                            | 11                                                            | 39                                                            | 16                                                            | 5                                                             | 3                                                             | 17                                                            | 5                                                             | 13                                                            |                                                               |
| 9 | Tony Stewart                                                  | 6202                                                          | 3                                                             | 7                                                             | 43                                                            | 2                                                             | 14*                                                           | 5                                                             | 7                                                             | 14                                                            | 38*                                                           | 4                                                             | 21                                                            | 18                                                            | 41                                                            | 35                                                            | 5                                                             | 10                                                            | 13*                                                           | 20                                                            | 5                                                             | 23                                                            | 2                                                             | 2                                                             | 12                                                            | 8                                                             | 22                                                            | 2                                                             | 8                                                             | 11                                                            | 40                                                            | 1*                                                            | 11                                                            | 26                                                            | 17                                                            | 16                                                            | 22                                                            | 9                                                             |                                                               |
| 10 | Kyle Busch                                                    | 6186                                                          | 4*                                                            | 4                                                             | 11                                                            | 1*                                                            | 17                                                            | 38                                                            | 3                                                             | 10                                                            | 1                                                             | 2                                                             | 1*                                                            | 3                                                             | 1*                                                            | 43                                                            | 13                                                            | 1*                                                            | 25                                                            | 1                                                             | 1*                                                            | 15                                                            | 36                                                            | 1*                                                            | 2                                                             | 2*                                                            | 7                                                             | 15                                                            | 34                                                            | 43                                                            | 28                                                            | 15                                                            | 4                                                             | 29                                                            | 5                                                             | 6                                                             | 8                                                             | 19                                                            |                                                               |
| 11 | Matt Kenseth                                                  | 6182                                                          | 36                                                            | 5                                                             | 20                                                            | 8                                                             | 10                                                            | 30                                                            | 9                                                             | 38                                                            | 41                                                            | 38                                                            | 6                                                             | 7                                                             | 4                                                             | 7                                                             | 3                                                             | 8                                                             | 18                                                            | 3                                                             | 7                                                             | 38                                                            | 11                                                            | 12                                                            | 5                                                             | 9                                                             | 5                                                             | 39                                                            | 40                                                            | 2*                                                            | 5                                                             | 26                                                            | 41                                                            | 8                                                             | 4*                                                            | 9                                                             | 15                                                            | 25                                                            |                                                               |
| 12 | Dale Earnhardt Jr.                                            | 6127                                                          | 9                                                             | 40                                                            | 2                                                             | 3                                                             | 5                                                             | 6*                                                            | 12                                                            | 7                                                             | 10                                                            | 15                                                            | 4                                                             | 5*                                                            | 35                                                            | 4                                                             | 1                                                             | 12                                                            | 24                                                            | 8*                                                            | 16                                                            | 12                                                            | 12                                                            | 22                                                            | 23                                                            | 18                                                            | 11                                                            | 4                                                             | 5                                                             | 24                                                            | 13                                                            | 28                                                            | 36                                                            | 2                                                             | 11                                                            | 20                                                            | 6                                                             | 41                                                            |                                                               |
| Pilotes ne s'étant pas qualifiés pour participer au Chase |                                                               |                                                               |                                                               |                                                               |                                                               |                                                               |                                                               |                                                               |                                                               |                                                               |                                                               |                                                               |                                                               |                                                               |                                                               |                                                               |                                                               |                                                               |                                                               |                                                               |                                                               |                                                               |                                                               |                                                               |                                                               |                                                               |                                                               |                                                               |                                                               |                                                               |                                                               |                                                               |                                                               |                                                               |                                                               |                                                               |                                                               |                                                               |                                                               |
| Pos. | Pilote                                                        | Points                                                        | DAY                                                           | CAL                                                           | LVS                                                           | ATL                                                           | BRI                                                           | MAR                                                           | TEX                                                           | PHO                                                           | TAL                                                           | RCH                                                           | DAR                                                           | CLT                                                           | DOV                                                           | POC                                                           | MCH                                                           | SON                                                           | NHA                                                           | DAY                                                           | CHI                                                           | IND                                                           | POC                                                           | GLN                                                           | MCH                                                           | BRI                                                           | CAL                                                           | RCH                                                           |                                                               | NHA                                                           | DOV                                                           | KAN                                                           | TAL                                                           | CLT                                                           | MAR                                                           | ATL                                                           | TEX                                                           | PHO                                                           | HOM                                                           |
| 13 | David Ragan                                                   | 4299                                                          | 42                                                            | 14                                                            | 7                                                             | 23                                                            | 21                                                            | 11                                                            | 13                                                            | 27                                                            | 4                                                             | 17                                                            | 5                                                             | 12                                                            | 15                                                            | 24                                                            | 8                                                             | 24                                                            | 40                                                            | 5                                                             | 8                                                             | 14                                                            | 5                                                             | 30                                                            | 3                                                             | 10                                                            | 13                                                            | 32                                                            | 28                                                            | 18                                                            | 8                                                             | 3                                                             | 10                                                            | 13                                                            | 8                                                             | 11                                                            | 10                                                            | 24                                                            |                                                               |
| 14 | Kasey Kahne                                                   | 4085                                                          | 7                                                             | 9                                                             | 6                                                             | 28                                                            | 7                                                             | 17                                                            | 25                                                            | 36                                                            | 23                                                            | 10                                                            | 22                                                            | 1                                                             | 31                                                            | 1*                                                            | 2                                                             | 33                                                            | 30                                                            | 7                                                             | 15                                                            | 7                                                             | 7                                                             | 14                                                            | 40                                                            | 40                                                            | 8                                                             | 19                                                            | 11                                                            | 26                                                            | 21                                                            | 36                                                            | 2                                                             | 33                                                            | 33                                                            | 24                                                            | 13                                                            | 6                                                             |                                                               |
| 15 | Martin Truex Jr.                                              | 3839                                                          | 20                                                            | 6                                                             | 15                                                            | 21                                                            | 13                                                            | 21                                                            | 36                                                            | 8                                                             | 37                                                            | 5                                                             | 14                                                            | 34                                                            | 6                                                             | 17                                                            | 17                                                            | 16                                                            | 4                                                             | 17                                                            | 9                                                             | 24                                                            | 15                                                            | 5                                                             | 16                                                            | 35                                                            | 19                                                            | 16                                                            | 7                                                             | 20                                                            | 43                                                            | 41                                                            | 14                                                            | 10                                                            | 15                                                            | 8                                                             | 43                                                            | 10                                                            |                                                               |
| 16 | Jamie McMurray                                                | 3809                                                          | 26                                                            | 22                                                            | 25                                                            | 40                                                            | 43                                                            | 8                                                             | 14                                                            | 17                                                            | 17                                                            | 35                                                            | 11                                                            | 23                                                            | 10                                                            | 20                                                            | 10                                                            | 18                                                            | 41                                                            | 32                                                            | 21                                                            | 6                                                             | 9                                                             | 16                                                            | 10                                                            | 12                                                            | 24                                                            | 29                                                            | 39                                                            | 36                                                            | 17                                                            | 32                                                            | 5                                                             | 38                                                            | 7                                                             | 3                                                             | 3                                                             | 3                                                             |                                                               |
| 17 | Ryan Newman                                                   | 3735                                                          | 1                                                             | 10                                                            | 14                                                            | 14                                                            | 33                                                            | 19                                                            | 4                                                             | 43                                                            | 8                                                             | 6                                                             | 37                                                            | 21                                                            | 14                                                            | 18                                                            | 42                                                            | 7                                                             | 15                                                            | 36                                                            | 10                                                            | 13                                                            | 14                                                            | 26                                                            | 21                                                            | 6                                                             | 16                                                            | 33                                                            | 36                                                            | 13                                                            | 16                                                            | 43                                                            | 21                                                            | 23                                                            | 16                                                            | 28                                                            | 34                                                            | 21                                                            |                                                               |
| 18 | Kurt Busch                                                    | 3635                                                          | 2                                                             | 13                                                            | 38                                                            | 11                                                            | 12                                                            | 33                                                            | 23                                                            | 23                                                            | 39                                                            | 42                                                            | 12                                                            | 16                                                            | 20                                                            | 8                                                             | 21                                                            | 32                                                            | 1                                                             | 4                                                             | 28                                                            | 40                                                            | 38                                                            | 10                                                            | 36                                                            | 15                                                            | 39                                                            | 10                                                            | 6                                                             | 34                                                            | 30                                                            | 21                                                            | 3                                                             | 36                                                            | 6                                                             | 41                                                            | 2                                                             | 43                                                            |                                                               |
| 19 | Brian Vickers                                                 | 3580                                                          | 12                                                            | 11                                                            | 24                                                            | 9                                                             | 39                                                            | 23                                                            | 16                                                            | 25                                                            | 5                                                             | 28                                                            | 25                                                            | 42                                                            | 13                                                            | 2                                                             | 4                                                             | 14                                                            | 16                                                            | 11                                                            | 6                                                             | 42                                                            | 28                                                            | 18                                                            | 7                                                             | 20                                                            | 12                                                            | 36                                                            | 35                                                            | 31                                                            | 15                                                            | 35                                                            | 18                                                            | 11                                                            | 21                                                            | 18                                                            | 42                                                            | 32                                                            |                                                               |
| 20 | Casey Mears                                                   | 3527                                                          | 35                                                            | 42                                                            | 13                                                            | 17                                                            | 42                                                            | 7                                                             | 22                                                            | 11                                                            | 7                                                             | 36                                                            | 35                                                            | 29                                                            | 17                                                            | 26                                                            | 30                                                            | 5                                                             | 7                                                             | 34                                                            | 33                                                            | 26                                                            | 22                                                            | 19                                                            | 18                                                            | 41                                                            | 26                                                            | 11                                                            | 37                                                            | 15                                                            | 14                                                            | 14                                                            | 29                                                            | 6                                                             | 12                                                            | 14                                                            | 36                                                            | 8                                                             |                                                               |
| 21 | Bobby Labonte                                                 | 3448                                                          | 11                                                            | 25                                                            | 17                                                            | 12                                                            | 38                                                            | 25                                                            | 20                                                            | 12                                                            | 34                                                            | 13                                                            | 18                                                            | 11                                                            | 32                                                            | 11                                                            | 31                                                            | 39                                                            | 10                                                            | 13                                                            | 29                                                            | 16                                                            | 33                                                            | 42                                                            | 27                                                            | 23                                                            | 21                                                            | 21                                                            | 13                                                            | 14                                                            | 24                                                            | 6                                                             | 17                                                            | 37                                                            | 26                                                            | 39                                                            | 19                                                            | 33                                                            |                                                               |
| 22 | David Reutimann                                               | 3397                                                          | 18                                                            | 23                                                            | 37                                                            | 20                                                            | 20                                                            | 39                                                            | 41                                                            | 18                                                            | 20                                                            | 22                                                            | 19                                                            | 10                                                            | 27                                                            | 19                                                            | 35                                                            | 40                                                            | 19                                                            | 21                                                            | 14                                                            | 30                                                            | 30                                                            | 33                                                            | 14                                                            | 25                                                            | 9                                                             | 9*                                                            | 15                                                            | 17                                                            | 19                                                            | 37                                                            | 32                                                            | 24                                                            | 28                                                            | 10                                                            | 25                                                            | 20                                                            |                                                               |
| 23 | Travis Kvapil                                                 | 3384                                                          | 30                                                            | 28                                                            | 8                                                             | 29                                                            | 27                                                            | 18                                                            | 18                                                            | 22                                                            | 6                                                             | 16                                                            | 8                                                             | 26                                                            | 11                                                            | 23                                                            | 16                                                            | 22                                                            | 36                                                            | 31                                                            | 41                                                            | 36                                                            | 16                                                            | 36                                                            | 13                                                            | 24                                                            | 28                                                            | 17                                                            | 16                                                            | 23                                                            | 34                                                            | 27                                                            | 42                                                            | 19                                                            | 23                                                            | 32                                                            | 21                                                            | 7                                                             |                                                               |
| 24 | Elliott Sadler                                                | 3364                                                          | 6                                                             | 24                                                            | 12                                                            | 43                                                            | 19                                                            | 15                                                            | 26                                                            | 41                                                            | 29                                                            | 20                                                            | 42                                                            | 8                                                             | 42                                                            | 34                                                            | 9                                                             | 19                                                            | 5                                                             | 39                                                            | 12                                                            | 4                                                             | 27                                                            | 15                                                            | 9                                                             | 32                                                            | 34                                                            | 37                                                            | 24                                                            | 27                                                            | 10                                                            | 10                                                            | 20                                                            | 41                                                            | 25                                                            | 35                                                            | 30                                                            | 28                                                            |                                                               |
| 25 | Juan Pablo Montoya                                            | 3329                                                          | 32                                                            | 20                                                            | 19                                                            | 16                                                            | 15                                                            | 13                                                            | 19                                                            | 16                                                            | 2                                                             | 32                                                            | 23                                                            | 30                                                            | 12                                                            | 38                                                            | 38                                                            | 6                                                             | 32                                                            | 38                                                            | 18                                                            | 39                                                            | 40                                                            | 4                                                             | 25                                                            | 19                                                            | 20                                                            | 30                                                            | 17                                                            | 39                                                            | 20                                                            | 25                                                            | 34                                                            | 14                                                            | 40                                                            | 43                                                            | 17                                                            | 17                                                            |                                                               |
| 26 | Paul Menard                                                   | 3151                                                          | 22                                                            | 27                                                            | 22                                                            | 19                                                            | 32                                                            | 16                                                            | 17                                                            | 21                                                            | 14                                                            | 31                                                            | 36                                                            | 41                                                            | 22                                                            | 25                                                            | 11                                                            | 34                                                            | 29                                                            | 15                                                            | 26                                                            | 41                                                            | 42                                                            | 28                                                            | 24                                                            | 16                                                            | 37                                                            | 34                                                            | 21                                                            | 21                                                            | 27                                                            | 2                                                             | 26                                                            | 27                                                            | 31                                                            | 22                                                            | 26                                                            | 30                                                            |                                                               |
| 27 | David Gilliland                                               | 3064                                                          | 28                                                            | 17                                                            | 23                                                            | 32                                                            | 9                                                             | 24                                                            | 15                                                            | 15                                                            | 15                                                            | 41                                                            | 20                                                            | 40                                                            | 16                                                            | 16                                                            | 27                                                            | 2                                                             | 28                                                            | 40                                                            | 42                                                            | 20                                                            | 34                                                            | 40                                                            | 26                                                            | 22                                                            | 23                                                            | 18                                                            | 41                                                            | 19                                                            | 22                                                            | 40                                                            | 25                                                            | 32                                                            | 27                                                            | 42                                                            | 35                                                            | 27                                                            |                                                               |
| 28 | Mark Martin                                                   | 3022                                                          | 31                                                            | 16                                                            | 10                                                            | 22                                                            |                                                               |                                                               | 8                                                             | 5                                                             |                                                               | 3                                                             | 16                                                            | 15                                                            | 23                                                            | 10                                                            | 25                                                            |                                                               |                                                               | 10                                                            | 17                                                            | 11                                                            | 8*                                                            |                                                               | 6                                                             |                                                               |                                                               | 5                                                             |                                                               | 4                                                             | 18                                                            |                                                               | 9                                                             |                                                               | 22                                                            | 12                                                            | 14                                                            |                                                               |                                                               |
| 29 | Michael Waltrip                                               | 2889                                                          | 29                                                            | 28                                                            | 31                                                            | 30                                                            | 23                                                            | 35                                                            | 31                                                            | 24                                                            | 27                                                            | 37                                                            | 24                                                            | 27                                                            | 28                                                            | 37                                                            | 23                                                            | 25                                                            | 2                                                             | 27                                                            | 36                                                            | 43                                                            | 43                                                            | 39                                                            | 19                                                            | 30                                                            | 33                                                            | 28                                                            | 25                                                            | 10                                                            | 35                                                            | 19                                                            | 24                                                            | 18                                                            | 37                                                            | 27                                                            | 24                                                            | 38                                                            |                                                               |
| 30 | Dave Blaney                                                   | 2851                                                          | 38                                                            | 30                                                            | 26                                                            | 34                                                            | 34                                                            | 43                                                            | 21                                                            | 30                                                            | DNQ                                                           | 18                                                            | 9                                                             | 17                                                            | 9                                                             | 22                                                            | 39                                                            | 20                                                            | 33                                                            | 19                                                            | 23                                                            | 35                                                            | 31                                                            | 41                                                            | 41                                                            | 38                                                            | 29                                                            | 22                                                            | 33                                                            | 12                                                            | 31                                                            | 22                                                            | 27                                                            | 22                                                            | 41                                                            | 29                                                            | 20                                                            | 22                                                            |                                                               |
| 31 | Scott Riggs                                                   | 2797                                                          | 21                                                            | 21                                                            | 36                                                            | 18                                                            | 22                                                            | 41                                                            | 27                                                            | 26                                                            | 16                                                            | 19                                                            | 17                                                            | 28                                                            | 39                                                            | 21                                                            | 33                                                            | DNQ                                                           | 34                                                            | DNQ                                                           | 20                                                            | 25                                                            | 29                                                            | 34                                                            | 15                                                            | 27                                                            | 25                                                            | 31                                                            | 19                                                            | 25                                                            | 42                                                            | 7                                                             | 19                                                            | 21                                                            | 43                                                            | 25                                                            | 38                                                            | 14                                                            |                                                               |
| 32 | Reed Sorenson                                                 | 2795                                                          | 5                                                             | 37                                                            | 18                                                            | 31                                                            | 31                                                            | 36                                                            | 24                                                            | 42                                                            | 43                                                            | 12                                                            | 32                                                            | 22                                                            | 26                                                            | 33                                                            | 34                                                            |                                                               | 6                                                             | 22                                                            | 31                                                            | 17                                                            | 35                                                            | 31                                                            | 33                                                            | 36                                                            | 27                                                            | 26                                                            | 22                                                            | 30                                                            | 26                                                            | 23                                                            | 15                                                            | 35                                                            | 39                                                            | 37                                                            | 31                                                            | 31                                                            |                                                               |
| 33 | Robby Gordon                                                  | 2770                                                          | 8                                                             | 18                                                            | 42                                                            | 24                                                            | 24                                                            | 40                                                            | 30                                                            | 29                                                            | 11                                                            | 26                                                            | 33                                                            | 43                                                            | 19                                                            | 36                                                            | 40                                                            | 36                                                            | 26                                                            | 6                                                             | 25                                                            | 33                                                            | 37                                                            | 27                                                            | 37                                                            | 39                                                            | 40                                                            | 42                                                            | 26                                                            | 22                                                            | 37                                                            | 8                                                             | 30                                                            | 40                                                            | 19                                                            | 36                                                            | 28                                                            | 26                                                            |                                                               |
| 34 | Regan Smith (R)                                               | 2672                                                          | 37                                                            | 31                                                            | 34                                                            | 38                                                            | 26                                                            | 14                                                            | 35                                                            | 35                                                            | 21                                                            | 21                                                            | 29                                                            | 19                                                            | 21                                                            | 28                                                            | 32                                                            |                                                               | 27                                                            | 24                                                            | 34                                                            | 31                                                            | 25                                                            | Wth                                                           | 29                                                            | 14                                                            | 36                                                            | 23                                                            | 23                                                            | 37                                                            | 32                                                            | 18                                                            | 23                                                            | 42                                                            | 30                                                            | 34                                                            | 23                                                            | 34                                                            |                                                               |
| 35 | Sam Hornish Jr. (R)                                           | 2523                                                          | 15                                                            | 43                                                            | 41                                                            | 25                                                            | 29                                                            | 28                                                            | 32                                                            | 20                                                            | 35                                                            | 23                                                            | 38                                                            | 13                                                            | 18                                                            | 42                                                            | 22                                                            | 31                                                            | 39                                                            | 29                                                            | 37                                                            | 21                                                            | 26                                                            | 32                                                            | 22                                                            | 37                                                            | 31                                                            | 38                                                            | 30                                                            | 42                                                            | 33                                                            | DNQ                                                           | 22                                                            | 34                                                            | 24                                                            | 23                                                            | 33                                                            | DNQ                                                           |                                                               |
| 36 | A. J. Allmendinger                                            | 2436                                                          | DNQ                                                           | DNQ                                                           | DNQ                                                           |                                                               |                                                               |                                                               |                                                               |                                                               | 30                                                            | 39                                                            | 27                                                            | 20                                                            | 37                                                            | 12                                                            | 19                                                            | 37                                                            | 43                                                            | 42                                                            | 13                                                            | 10                                                            | 19                                                            | 11                                                            | 28                                                            | 34                                                            | 14                                                            | 43                                                            | 38                                                            | 16                                                            | 9                                                             |                                                               | 43                                                            | 15                                                            | 14                                                            | 26                                                            | 16                                                            | 11                                                            |                                                               |
| 37 | Joe Nemechek                                                  | 1989                                                          | 41                                                            | 34                                                            | DNQ                                                           | 36                                                            | 35                                                            | DNQ                                                           | 37                                                            | 40                                                            | 25                                                            | 29                                                            | 31                                                            | DNQ                                                           | 34                                                            | 29                                                            | 28                                                            | 26                                                            | 20                                                            | 18                                                            | 39                                                            | 29                                                            | 41                                                            | 38                                                            | 34                                                            | 29                                                            | 43                                                            | 40                                                            | 43                                                            | 35                                                            | 38                                                            | 11                                                            | 37                                                            | 43                                                            | 42                                                            | 38                                                            | DNQ                                                           | 36                                                            |                                                               |
| 38 | Patrick Carpentier (R)                                        | 1794                                                          | DNQ                                                           | DNQ                                                           | 40                                                            | 35                                                            | DNQ                                                           | 29                                                            | 28                                                            | 33                                                            | 31                                                            | 43                                                            | 40                                                            | 37                                                            | 29                                                            | 32                                                            | 24                                                            | 23                                                            | 31                                                            | 14                                                            | 30                                                            | 18                                                            |                                                               | 20                                                            | 30                                                            | DNQ                                                           | 18                                                            | 25                                                            | 31                                                            | 41                                                            | 29                                                            | DNQ                                                           |                                                               |                                                               |                                                               |                                                               |                                                               |                                                               |                                                               |
| 39 | Bill Elliott                                                  | 1528                                                          | DNQ                                                           | 26                                                            |                                                               | DNQ                                                           |                                                               | 34                                                            | 34                                                            | 31                                                            |                                                               |                                                               | 30                                                            |                                                               | 33                                                            | 31                                                            | 36                                                            |                                                               |                                                               |                                                               | 35                                                            | DNQ                                                           | 20                                                            |                                                               |                                                               | 26                                                            |                                                               | 35                                                            | 29                                                            |                                                               | 25                                                            |                                                               | 28                                                            | 16                                                            | 38                                                            | 31                                                            | 29                                                            | 12                                                            |                                                               |
| 40 | Michael McDowell (R)                                          | 1466                                                          |                                                               |                                                               |                                                               |                                                               |                                                               | 26                                                            | 33                                                            | 34                                                            | 26                                                            | 40                                                            | 28                                                            | 32                                                            | 30                                                            | 27                                                            | 37                                                            | 21                                                            | 42                                                            | 25                                                            | 43                                                            | 34                                                            | 24                                                            | 25                                                            |                                                               |                                                               |                                                               | 20                                                            | 27                                                            | 29                                                            | DNQ                                                           |                                                               |                                                               |                                                               |                                                               |                                                               |                                                               |                                                               |                                                               |
| 41 | J. J. Yeley                                                   | 1263                                                          | 25                                                            | 29                                                            | 27                                                            | 37                                                            | 25                                                            | 27                                                            | 42                                                            | 39                                                            | DNQ                                                           | 34                                                            | 26                                                            | 38                                                            | 24                                                            | DNQ                                                           | 41                                                            | DNQ                                                           | 3                                                             | DNQ                                                           | 24                                                            | 28                                                            | 39                                                            |                                                               |                                                               |                                                               |                                                               |                                                               |                                                               |                                                               |                                                               |                                                               |                                                               |                                                               |                                                               |                                                               |                                                               |                                                               |                                                               |
| 42 | Aric Almirola                                                 | 1075                                                          |                                                               |                                                               |                                                               |                                                               | 8                                                             | 42                                                            |                                                               |                                                               | 33                                                            |                                                               |                                                               |                                                               |                                                               |                                                               |                                                               | 28                                                            | 23                                                            |                                                               |                                                               |                                                               |                                                               | 35                                                            |                                                               | 13                                                            | 30                                                            |                                                               | 18                                                            |                                                               |                                                               | 13                                                            |                                                               | 20                                                            |                                                               |                                                               |                                                               | 35                                                            |                                                               |
| 43 | Ken Schrader                                                  | 1040                                                          | DNQ                                                           | DNQ                                                           | 21                                                            | DNQ                                                           | 41                                                            | 37                                                            | Wth                                                           |                                                               | 42                                                            | DNQ                                                           |                                                               | 33                                                            |                                                               |                                                               |                                                               |                                                               |                                                               |                                                               |                                                               |                                                               |                                                               |                                                               |                                                               | 21                                                            | 41                                                            | 27                                                            |                                                               | 33                                                            |                                                               | 16                                                            | 38                                                            | 28                                                            | 35                                                            | 30                                                            | 27                                                            | DNQ                                                           |                                                               |
| 44 | Kyle Petty                                                    | 879                                                           | 34                                                            | 38                                                            | 32                                                            | 41                                                            | 28                                                            | DNQ                                                           |                                                               | DNQ                                                           | 32                                                            | 27                                                            | 41                                                            | 36                                                            |                                                               |                                                               |                                                               |                                                               |                                                               |                                                               |                                                               |                                                               |                                                               |                                                               |                                                               | 34                                                            | 38                                                            | 24                                                            |                                                               | 40                                                            | 41                                                            |                                                               |                                                               |                                                               |                                                               |                                                               | 39                                                            |                                                               |                                                               |
| 45 | Marcos Ambrose                                                | 844                                                           |                                                               |                                                               |                                                               |                                                               |                                                               |                                                               |                                                               |                                                               |                                                               |                                                               |                                                               |                                                               |                                                               |                                                               |                                                               | 42                                                            | DNQ                                                           |                                                               |                                                               | 22                                                            |                                                               | 3                                                             | 43                                                            |                                                               | 32                                                            |                                                               |                                                               | 32                                                            | 36                                                            |                                                               |                                                               |                                                               | 29                                                            | 21                                                            | 18                                                            | 42                                                            |                                                               |
| 46 | Terry Labonte                                                 | 811                                                           |                                                               |                                                               |                                                               |                                                               |                                                               |                                                               |                                                               |                                                               |                                                               |                                                               |                                                               |                                                               |                                                               | 30                                                            | 29                                                            | 17                                                            | 35                                                            | 16                                                            | 38                                                            | 27                                                            | 32                                                            |                                                               | 32                                                            |                                                               |                                                               |                                                               |                                                               |                                                               |                                                               | 17                                                            |                                                               |                                                               |                                                               |                                                               |                                                               |                                                               |                                                               |
| 47 | Tony Raines                                                   | 800                                                           |                                                               |                                                               |                                                               |                                                               |                                                               | DNQ                                                           |                                                               |                                                               |                                                               |                                                               |                                                               | DNQ                                                           | 40                                                            |                                                               | DNQ                                                           |                                                               | DNQ                                                           |                                                               | DNQ                                                           | DNQ                                                           | 18                                                            |                                                               | 31                                                            | 17                                                            | DNQ                                                           | DNQ                                                           | DNQ                                                           | 28                                                            | 23                                                            | 34                                                            | 40                                                            | 31                                                            | 32                                                            | DNQ                                                           |                                                               | 37                                                            |                                                               |
| 48 | Mike Skinner                                                  | 734                                                           |                                                               | DNQ                                                           | 30                                                            | 27                                                            | 40                                                            | 31                                                            | 29                                                            | 28                                                            |                                                               |                                                               |                                                               |                                                               |                                                               |                                                               |                                                               |                                                               |                                                               |                                                               |                                                               |                                                               |                                                               |                                                               | 35                                                            | 28                                                            | 35                                                            |                                                               |                                                               |                                                               |                                                               | 31                                                            | 39                                                            |                                                               |                                                               |                                                               |                                                               |                                                               |                                                               |
| 49 | Dario Franchitti (R)                                          | 606                                                           | 33                                                            | 32                                                            | 33                                                            | 33                                                            | 36                                                            | 22                                                            | DNQ                                                           | 32                                                            | QL†                                                           |                                                               |                                                               |                                                               |                                                               | 41                                                            | 43                                                            | DNQ                                                           | 38                                                            | Wth                                                           |                                                               |                                                               |                                                               |                                                               |                                                               |                                                               |                                                               |                                                               |                                                               |                                                               |                                                               |                                                               |                                                               |                                                               |                                                               |                                                               |                                                               |                                                               |                                                               |
| 50 | Jeremy Mayfield                                               | 578                                                           | 23                                                            | 39                                                            | 16                                                            | 39                                                            | 30                                                            | 32                                                            | 38                                                            |                                                               |                                                               |                                                               |                                                               |                                                               | 25                                                            |                                                               |                                                               |                                                               |                                                               |                                                               |                                                               |                                                               |                                                               |                                                               |                                                               |                                                               |                                                               |                                                               |                                                               |                                                               |                                                               |                                                               |                                                               |                                                               |                                                               |                                                               |                                                               |                                                               |                                                               |
| 51 | Sterling Marlin                                               | 482                                                           | DNQ                                                           |                                                               |                                                               |                                                               |                                                               |                                                               |                                                               |                                                               | 22                                                            | 25                                                            | 34                                                            | 31                                                            |                                                               |                                                               |                                                               |                                                               |                                                               | 41                                                            |                                                               |                                                               |                                                               |                                                               |                                                               | 43                                                            |                                                               |                                                               |                                                               |                                                               |                                                               | 42                                                            |                                                               |                                                               |                                                               |                                                               | 32                                                            | 29                                                            |                                                               |
| 52 | Chad McCumbee                                                 | 396                                                           |                                                               |                                                               |                                                               |                                                               |                                                               |                                                               | DNQ                                                           |                                                               |                                                               |                                                               |                                                               |                                                               | DNQ                                                           |                                                               |                                                               |                                                               |                                                               |                                                               |                                                               |                                                               | 17                                                            |                                                               |                                                               |                                                               |                                                               |                                                               | 42                                                            |                                                               |                                                               |                                                               | 35                                                            | 25                                                            | 36                                                            | DNQ                                                           |                                                               | 39                                                            |                                                               |
| 53 | Johnny Sauter                                                 | 387                                                           |                                                               |                                                               | DNQ                                                           |                                                               |                                                               |                                                               |                                                               | 37                                                            |                                                               | 33                                                            | DNQ                                                           | 35                                                            |                                                               |                                                               |                                                               |                                                               | 37                                                            | 28                                                            | DNQ                                                           | DNQ                                                           |                                                               |                                                               | DNQ                                                           | DNQ                                                           | 42                                                            | 41                                                            | 20                                                            | DNQ                                                           | DNQ                                                           |                                                               |                                                               |                                                               | Wth                                                           | DNQ                                                           | 37                                                            |                                                               |                                                               |
| 54 | Dale Jarrett                                                  | 367                                                           | 16                                                            | 33                                                            | 39                                                            | 26                                                            | 37                                                            |                                                               |                                                               |                                                               |                                                               |                                                               |                                                               |                                                               |                                                               |                                                               |                                                               |                                                               |                                                               |                                                               |                                                               |                                                               |                                                               |                                                               |                                                               |                                                               |                                                               |                                                               |                                                               |                                                               |                                                               |                                                               |                                                               |                                                               |                                                               |                                                               |                                                               |                                                               |                                                               |
| 55 | Scott Speed                                                   | 366                                                           |                                                               |                                                               |                                                               |                                                               |                                                               |                                                               |                                                               |                                                               |                                                               |                                                               |                                                               |                                                               |                                                               |                                                               |                                                               |                                                               |                                                               |                                                               |                                                               |                                                               |                                                               |                                                               |                                                               |                                                               |                                                               |                                                               |                                                               |                                                               |                                                               |                                                               | DNQ                                                           | 30                                                            | 34                                                            | 33                                                            | 40                                                            | 16                                                            |                                                               |
| 56 | Ron Fellows                                                   | 200                                                           |                                                               |                                                               |                                                               |                                                               |                                                               |                                                               |                                                               |                                                               |                                                               |                                                               |                                                               |                                                               |                                                               |                                                               |                                                               | 29                                                            |                                                               |                                                               |                                                               |                                                               |                                                               | 13                                                            |                                                               |                                                               |                                                               |                                                               |                                                               |                                                               |                                                               |                                                               |                                                               |                                                               |                                                               |                                                               |                                                               |                                                               |                                                               |
| 57 | Brad Keselowski                                               | 200                                                           |                                                               |                                                               |                                                               |                                                               |                                                               |                                                               |                                                               |                                                               |                                                               |                                                               |                                                               |                                                               |                                                               |                                                               |                                                               |                                                               |                                                               |                                                               |                                                               |                                                               |                                                               |                                                               |                                                               |                                                               |                                                               |                                                               |                                                               |                                                               |                                                               |                                                               | DNQ                                                           |                                                               |                                                               | 19                                                            |                                                               | 23                                                            |                                                               |
| 58 | Boris Said                                                    | 194                                                           | DNQ                                                           | Wth                                                           |                                                               |                                                               |                                                               |                                                               |                                                               |                                                               |                                                               |                                                               |                                                               |                                                               |                                                               |                                                               |                                                               | 41                                                            |                                                               | 35                                                            |                                                               |                                                               |                                                               | 24                                                            |                                                               |                                                               |                                                               |                                                               |                                                               |                                                               |                                                               |                                                               |                                                               |                                                               | Wth                                                           |                                                               |                                                               |                                                               |                                                               |
| 59 | Jason Leffler                                                 | 192                                                           |                                                               |                                                               |                                                               |                                                               |                                                               |                                                               |                                                               |                                                               |                                                               |                                                               |                                                               |                                                               | DNQ                                                           | 40                                                            | DNQ                                                           |                                                               |                                                               |                                                               | 27                                                            | 32                                                            |                                                               |                                                               |                                                               |                                                               |                                                               |                                                               |                                                               |                                                               |                                                               |                                                               |                                                               |                                                               |                                                               |                                                               |                                                               |                                                               |                                                               |
| 60 | Jon Wood                                                      | 183                                                           |                                                               |                                                               |                                                               |                                                               |                                                               |                                                               |                                                               |                                                               | 36                                                            | DNQ                                                           |                                                               | DNQ                                                           |                                                               |                                                               |                                                               |                                                               |                                                               | 33                                                            |                                                               |                                                               |                                                               |                                                               |                                                               |                                                               |                                                               |                                                               |                                                               |                                                               |                                                               | 33                                                            |                                                               |                                                               |                                                               |                                                               |                                                               |                                                               |                                                               |
| 61 | Kenny Wallace                                                 | 166                                                           | 43                                                            | Wth                                                           |                                                               |                                                               |                                                               |                                                               |                                                               |                                                               |                                                               |                                                               |                                                               |                                                               |                                                               | Wth                                                           |                                                               |                                                               |                                                               |                                                               |                                                               |                                                               |                                                               |                                                               |                                                               |                                                               |                                                               |                                                               |                                                               |                                                               |                                                               | 12                                                            |                                                               |                                                               |                                                               |                                                               |                                                               |                                                               |                                                               |
| 62 | John Andretti                                                 | 149                                                           | 40                                                            | 35                                                            | DNQ                                                           | DNQ                                                           | DNQ                                                           | DNQ                                                           | 40                                                            | DNQ                                                           | DNQ                                                           | DNQ                                                           |                                                               |                                                               |                                                               |                                                               |                                                               |                                                               |                                                               |                                                               |                                                               |                                                               |                                                               |                                                               |                                                               |                                                               |                                                               |                                                               |                                                               |                                                               |                                                               |                                                               |                                                               |                                                               |                                                               |                                                               |                                                               |                                                               |                                                               |
| 63 | Mike Wallace                                                  | 143                                                           |                                                               |                                                               |                                                               |                                                               |                                                               |                                                               |                                                               |                                                               |                                                               |                                                               |                                                               |                                                               |                                                               |                                                               |                                                               |                                                               |                                                               |                                                               |                                                               |                                                               |                                                               |                                                               |                                                               |                                                               |                                                               |                                                               |                                                               |                                                               |                                                               | 30                                                            | 31                                                            |                                                               |                                                               |                                                               |                                                               |                                                               |                                                               |
| 64 | Joey Logano                                                   | 113                                                           |                                                               |                                                               |                                                               |                                                               |                                                               |                                                               |                                                               |                                                               |                                                               |                                                               |                                                               |                                                               |                                                               |                                                               |                                                               |                                                               |                                                               |                                                               |                                                               |                                                               |                                                               |                                                               |                                                               |                                                               |                                                               | DNQ                                                           | 32                                                            |                                                               | 39                                                            |                                                               |                                                               |                                                               | DNQ                                                           | 40                                                            |                                                               |                                                               |                                                               |
| 65 | Max Papis                                                     | 92                                                            |                                                               |                                                               |                                                               |                                                               |                                                               |                                                               |                                                               |                                                               |                                                               |                                                               |                                                               |                                                               |                                                               |                                                               |                                                               | 35                                                            |                                                               |                                                               |                                                               |                                                               |                                                               | 43                                                            |                                                               |                                                               |                                                               |                                                               |                                                               |                                                               |                                                               |                                                               |                                                               |                                                               |                                                               | DNQ                                                           |                                                               | DNQ                                                           |                                                               |
| 66 | David Stremme                                                 | 84                                                            |                                                               |                                                               |                                                               |                                                               |                                                               |                                                               |                                                               |                                                               | 28                                                            |                                                               |                                                               |                                                               |                                                               |                                                               |                                                               |                                                               |                                                               |                                                               |                                                               |                                                               |                                                               |                                                               |                                                               |                                                               |                                                               |                                                               |                                                               |                                                               |                                                               |                                                               |                                                               |                                                               |                                                               |                                                               |                                                               |                                                               |                                                               |
| 67 | P. J. Jones                                                   | 52                                                            |                                                               |                                                               |                                                               |                                                               |                                                               |                                                               |                                                               |                                                               | QL‡                                                           |                                                               |                                                               |                                                               |                                                               |                                                               |                                                               |                                                               |                                                               |                                                               |                                                               |                                                               |                                                               | 37                                                            |                                                               |                                                               |                                                               |                                                               |                                                               |                                                               |                                                               |                                                               |                                                               |                                                               |                                                               |                                                               |                                                               |                                                               |                                                               |
| 68 | Scott Pruett                                                  | 49                                                            |                                                               |                                                               |                                                               |                                                               |                                                               |                                                               |                                                               |                                                               |                                                               |                                                               |                                                               |                                                               |                                                               |                                                               |                                                               | 38                                                            |                                                               |                                                               |                                                               |                                                               |                                                               |                                                               |                                                               |                                                               |                                                               |                                                               |                                                               |                                                               |                                                               |                                                               |                                                               |                                                               |                                                               |                                                               |                                                               |                                                               |                                                               |
| 69 | Brad Coleman                                                  | 49                                                            |                                                               |                                                               |                                                               |                                                               |                                                               |                                                               |                                                               |                                                               |                                                               |                                                               |                                                               |                                                               |                                                               |                                                               |                                                               |                                                               |                                                               |                                                               |                                                               |                                                               |                                                               |                                                               | 38                                                            |                                                               |                                                               |                                                               |                                                               |                                                               |                                                               |                                                               |                                                               |                                                               |                                                               |                                                               |                                                               |                                                               |                                                               |
| 70 | Mike Bliss                                                    | 46                                                            |                                                               |                                                               |                                                               |                                                               |                                                               |                                                               |                                                               |                                                               |                                                               |                                                               |                                                               |                                                               |                                                               |                                                               |                                                               |                                                               |                                                               |                                                               |                                                               |                                                               |                                                               |                                                               |                                                               |                                                               |                                                               |                                                               |                                                               |                                                               |                                                               |                                                               |                                                               | 39                                                            |                                                               |                                                               |                                                               |                                                               |                                                               |
| 71 | Brian Simo                                                    | 34                                                            |                                                               |                                                               |                                                               |                                                               |                                                               |                                                               |                                                               |                                                               |                                                               |                                                               |                                                               |                                                               |                                                               |                                                               |                                                               | 43                                                            |                                                               |                                                               |                                                               |                                                               |                                                               | DNQ                                                           |                                                               |                                                               |                                                               |                                                               |                                                               |                                                               |                                                               |                                                               |                                                               |                                                               |                                                               |                                                               |                                                               |                                                               |                                                               |
| 72 | Eric McClure                                                  |                                                               | DNQ                                                           |                                                               |                                                               |                                                               |                                                               |                                                               |                                                               |                                                               |                                                               |                                                               |                                                               |                                                               |                                                               |                                                               |                                                               |                                                               |                                                               |                                                               |                                                               |                                                               |                                                               |                                                               |                                                               |                                                               |                                                               |                                                               |                                                               |                                                               |                                                               |                                                               |                                                               |                                                               |                                                               |                                                               |                                                               |                                                               |                                                               |
| 73 | Jacques Villeneuve                                            |                                                               | DNQ                                                           |                                                               |                                                               |                                                               |                                                               |                                                               |                                                               |                                                               |                                                               |                                                               |                                                               |                                                               |                                                               |                                                               |                                                               |                                                               |                                                               |                                                               |                                                               |                                                               |                                                               |                                                               |                                                               |                                                               |                                                               |                                                               |                                                               |                                                               |                                                               |                                                               |                                                               |                                                               |                                                               |                                                               |                                                               |                                                               |                                                               |
| 74 | Stanton Barrett                                               |                                                               | DNQ                                                           |                                                               |                                                               |                                                               |                                                               |                                                               |                                                               |                                                               |                                                               |                                                               |                                                               | DNQ                                                           |                                                               |                                                               |                                                               |                                                               |                                                               |                                                               |                                                               | DNQ                                                           |                                                               |                                                               |                                                               |                                                               |                                                               |                                                               |                                                               | DNQ                                                           |                                                               |                                                               |                                                               |                                                               |                                                               |                                                               |                                                               |                                                               |                                                               |
| 75 | Carl Long                                                     |                                                               | DNQ                                                           |                                                               |                                                               |                                                               |                                                               |                                                               |                                                               |                                                               |                                                               |                                                               |                                                               |                                                               |                                                               |                                                               |                                                               |                                                               |                                                               |                                                               |                                                               |                                                               |                                                               |                                                               |                                                               |                                                               |                                                               |                                                               | DNQ                                                           |                                                               |                                                               |                                                               |                                                               |                                                               |                                                               |                                                               |                                                               |                                                               |                                                               |
| 76 | Burney Lamar                                                  |                                                               |                                                               | DNQ                                                           |                                                               | DNQ                                                           |                                                               |                                                               | DNQ                                                           |                                                               |                                                               |                                                               |                                                               |                                                               |                                                               |                                                               |                                                               |                                                               |                                                               |                                                               |                                                               |                                                               |                                                               |                                                               |                                                               |                                                               |                                                               |                                                               |                                                               |                                                               |                                                               |                                                               |                                                               |                                                               |                                                               |                                                               |                                                               |                                                               |                                                               |
| 77 | Johnny Benson                                                 |                                                               |                                                               |                                                               |                                                               | DNQ                                                           |                                                               |                                                               |                                                               |                                                               |                                                               |                                                               |                                                               |                                                               |                                                               |                                                               |                                                               |                                                               |                                                               |                                                               |                                                               |                                                               |                                                               |                                                               |                                                               |                                                               |                                                               |                                                               |                                                               |                                                               |                                                               |                                                               |                                                               |                                                               |                                                               |                                                               |                                                               |                                                               |                                                               |
| 78 | Jeff Green                                                    |                                                               |                                                               |                                                               |                                                               |                                                               | DNQ                                                           |                                                               |                                                               |                                                               |                                                               |                                                               | DNQ                                                           | DNQ                                                           |                                                               |                                                               |                                                               |                                                               |                                                               |                                                               |                                                               |                                                               |                                                               |                                                               |                                                               | DNQ                                                           |                                                               |                                                               |                                                               |                                                               |                                                               |                                                               |                                                               |                                                               |                                                               |                                                               |                                                               |                                                               |                                                               |
| 79 | Scott Wimmer                                                  |                                                               |                                                               |                                                               |                                                               |                                                               |                                                               |                                                               |                                                               |                                                               |                                                               | DNQ                                                           |                                                               |                                                               |                                                               |                                                               |                                                               |                                                               |                                                               |                                                               |                                                               |                                                               |                                                               |                                                               |                                                               |                                                               |                                                               |                                                               |                                                               |                                                               |                                                               |                                                               |                                                               |                                                               |                                                               |                                                               |                                                               |                                                               |                                                               |
| 80 | Brandon Ash                                                   |                                                               |                                                               |                                                               |                                                               |                                                               |                                                               |                                                               |                                                               |                                                               |                                                               |                                                               |                                                               |                                                               |                                                               |                                                               |                                                               | DNQ                                                           |                                                               |                                                               |                                                               |                                                               |                                                               |                                                               |                                                               |                                                               |                                                               |                                                               |                                                               |                                                               |                                                               |                                                               |                                                               |                                                               |                                                               |                                                               |                                                               |                                                               |                                                               |
| 81 | Chad Chaffin                                                  |                                                               |                                                               |                                                               |                                                               |                                                               |                                                               |                                                               |                                                               |                                                               |                                                               |                                                               |                                                               |                                                               |                                                               |                                                               |                                                               |                                                               |                                                               |                                                               |                                                               |                                                               | DNQ                                                           |                                                               |                                                               |                                                               |                                                               |                                                               |                                                               | DNQ                                                           |                                                               |                                                               |                                                               |                                                               |                                                               |                                                               |                                                               |                                                               |                                                               |
| 82 | Bryan Clauson                                                 |                                                               |                                                               |                                                               |                                                               |                                                               |                                                               |                                                               |                                                               |                                                               |                                                               |                                                               |                                                               |                                                               |                                                               |                                                               |                                                               |                                                               |                                                               |                                                               |                                                               |                                                               |                                                               |                                                               |                                                               |                                                               |                                                               |                                                               |                                                               |                                                               |                                                               |                                                               | DNQ                                                           |                                                               | DNQ                                                           | DNQ                                                           |                                                               |                                                               |                                                               |
| 83 | Derrike Cope                                                  |                                                               |                                                               |                                                               |                                                               |                                                               |                                                               |                                                               |                                                               |                                                               |                                                               |                                                               |                                                               |                                                               |                                                               |                                                               |                                                               |                                                               |                                                               |                                                               |                                                               |                                                               |                                                               |                                                               |                                                               |                                                               |                                                               |                                                               |                                                               |                                                               |                                                               |                                                               | DNQ                                                           | DNQ                                                           |                                                               |                                                               |                                                               |                                                               |                                                               |
| 84 | Kevin Lepage                                                  |                                                               |                                                               | Wth                                                           |                                                               |                                                               |                                                               |                                                               |                                                               |                                                               |                                                               |                                                               |                                                               |                                                               |                                                               |                                                               |                                                               |                                                               |                                                               |                                                               |                                                               |                                                               |                                                               |                                                               |                                                               |                                                               |                                                               |                                                               |                                                               |                                                               |                                                               |                                                               |                                                               |                                                               |                                                               |                                                               |                                                               |                                                               |                                                               |
| 85 | Matt Crafton                                                  |                                                               |                                                               |                                                               |                                                               |                                                               |                                                               |                                                               |                                                               |                                                               |                                                               |                                                               |                                                               |                                                               | QL¶                                                           |                                                               |                                                               |                                                               |                                                               |                                                               |                                                               |                                                               |                                                               |                                                               |                                                               |                                                               |                                                               |                                                               |                                                               |                                                               |                                                               |                                                               |                                                               |                                                               |                                                               |                                                               |                                                               |                                                               |                                                               |
| Pos. | Pilote                                                        | Points                                                        | DAY                                                           | CAL                                                           | LVS                                                           | ATL                                                           | BRI                                                           | MAR                                                           | TEX                                                           | PHO                                                           | TAL                                                           | RCH                                                           | DAR                                                           | CLT                                                           | DOV                                                           | POC                                                           | MCH                                                           | SON                                                           | NHA                                                           | DAY                                                           | CHI                                                           | IND                                                           | POC                                                           | GLN                                                           | MCH                                                           | BRI                                                           | CAL                                                           | RCH                                                           | NHA                                                           | DOV                                                           | KAN                                                           | TAL                                                           | CLT                                                           | MAR                                                           | ATL                                                           | TEX                                                           | PHO                                                           | HOM                                                           |                                                               |
| † – Dario Franchitti réussit à se qualifier mais est remplacé par David Stremme à la suite de blessures encourues lors de la course d'Xfinity Series la veille. ‡ – P. J. Jones (en) réussit les qualifications pour Robby Gordon. ¶ – Matt Crafton réussit les qualifications pour Robby Gordon. |                                                               |                                                               |                                                               |                                                               |                                                               |                                                               |                                                               |                                                               |                                                               |                                                               |                                                               |                                                               |                                                               |                                                               |                                                               |                                                               |                                                               |                                                               |                                                               |                                                               |                                                               |                                                               |                                                               |                                                               |                                                               |                                                               |                                                               |                                                               |                                                               |                                                               |                                                               |                                                               |                                                               |                                                               |                                                               |                                                               |                                                               |                                                               |                                                               |

### Constructeurs
| Pos | Constructeurs | Victoires | Points |
| --- | ------------- | --------- | ------ |
| 1   | Chevrolet     | 13        | 219    |
| 2   | Ford          | 11        | 215    |
| 3   | Toyota        | 12        | 207    |
| 3   | Dodge         | 5         | 151    |

Note : Il n'y a que les 16 premières places de chaque course qui rapportent des points.

### Pénalités
Les pilotes suivants (ainsi que leurs écuries) ont été pénalisés à la suite de diverses infractions aux règlements de la NASCAR :
- Carl Edwards (voiture Ford no 99 de la Roush Fenway Racing) pénalisé de 100 points ainsi que 10 points de bonus pour le Chase (couvercle du réservoir d'huile ouvert constaté lors de l'inspection technique après l' UAW-Dodge 400 de Las Vegas - 3e course du championnat) ;
- Ryan Newman (voiture Dodge no 12 de la Penske Racing) pénalisé de 25 points (la voiture était 1⁄8" plus haute que la tolérance de 1⁄4" après le Samsung 500 à Fort Worth - 7e course du championnat) ;
- Scott Riggs et Johnny Sauter (voitures Chevrolet no 66 et no 70 de la CNC Haas) pénalisés de  150 points chacun (réglages illégaux au niveau des ailes sur les deux voitures lors du Coca-Cola 600 de Charlotte - 12e course du championnat) ;
- Martin Truex Jr. (voiture Chevrolet no 1 de la Dale Earnhardt, Inc.) pénalisé de 150 points (le toit de la voiture principale a échoué à l'inspection technique avant le Coke Zero 400 de Daytona, le forçant à piloter la voiture de réserve - 18e course du championnat) ;
- Brian Vickers (Voiture Toyota no 83 de la Team Red Bull) pénalisé de 150 points – Martinsville (l'inspection technique après le Tums QuikPak 500 a démontré que la voiture avait une tôle plus mince que permise - 32e course du championnat).

Robby Gordon, bien que pénalisé de 100 points après le Daytona 500 pour utilisation d'un nez illégal sur sa voiture, récupère ses points le 5 mars mais son écurie est condamnée à payer une amende de 150 000 $ au lieu des 100 000 $ prévus pour ladite infraction.